# Abzeichen zum 20. Jahrestag der NVA
Das Abzeichen zum 20. Jahrestag der NVA war in der Deutschen Demokratischen Republik (DDR) eine im Fachbereich des Ministeriums für Nationale Verteidigung verliehene nichtstaatliche Jubiläumsauszeichnung, welche anlässlich des zwanzigsten Jahrestages der Gründung der NVA, 1976, vom Minister für Nationale Verteidigung Heinz Hoffmann gestiftet wurde. 

## Aussehen
Vom 20. Jahrestag der NVA existieren zwei verschiedene Stücke. Zum einen ein Quadrat mit abgerundeten Ecken in dessen rot emailliertem Rand die Umschrift: 20 JAHRE NATIONALE VOLKSARMEE zu lesen ist und dessen Mitte auf goldgelbem Grund die drei Waffengattungen, Land-, Luftstreitkräfte und Volksmarine zeigt. Die Rückseite zeigt eine querverlötete Nadel mit Gegenhaken.
Zum anderen ein zweites Abzeichen in Form einer Medaille, welches anlässlich einer internationalen Großveranstaltung im VEB Fahrzeugwerk Waltershausen ausgegebene wurde. Die Medaillenform wird an seinem unteren rechten Rand vom Abbild eines NVA-Soldaten überdeckt, der über den Rand der Medaille hinausgeht. Unter ihm ist ein wehendes Spruchband mit der Aufschrift: 1. MÄRZ 1976 zu sehen. Der Rest der Medaille wird von einem Lorbeerkranz umschlossen, in dessen Mitte das Wappen der NVA mit der Umschrift: FÜR DEN SCHUTZ DER ARBEITER-UND zu sehen ist. Die restlichen beiden Wörter BAUERN-MACHT sind vom Soldatenportrait verdeckt. Die Rückseite zeigt die vierzeilige Inschrift: Internationale / Großveranstaltung / VEB Fahrzeugwerk / Waltershausen. Getragen wurde die Medaille einer Spange, die mit dem Reservistenabzeichen der NVA identisch ist an der oberen linken Brustseite.

## Trageberechtigung
Die zu diesem Anlass herausgegebenen Abzeichen durften zehn Tage vor und zum betreffenden Tag an der linken Brusttasche getragen werden. Voraussetzung dafür war, dass das Abzeichen überhaupt zum Tragen bestimmt war, da es auch nichttragbare gab. Nach den Feierlichkeiten war das Abzeichen abzunehmen, verblieb aber im Besitz des Beliehenen.